# Отворено првенство Токија 2010.
Отворено првенство Токија 2010. је био тениски турнир који се играо на теренима са тврдом подлогом. Турнир у Токију се играо 27. пут. Одржан је у Токију, у Јапану, од 26. септембра до 2. октобра.

## Учесници

### Носиоци
| Држава      | Тенисерка               | Ранг | Носилац |
| ----------- | ----------------------- | ---- | ------- |
| Данска      | Каролина Возњацки       | 2    | 1       |
| Русија      | Вера Звонарјова         | 4    | 2       |
| Србија      | Јелена Јанковић         | 6    | 3       |
| Аустралија  | Саманта Стосур          | 7    | 4       |
| Италија     | Франческа Скјавоне      | 8    | 5       |
| Пољска      | Агњешка Радвањска       | 9    | 6       |
| Русија      | Јелена Дементјева       | 10   | 7       |
| Бјелорусија | Викторија Азаренка      | 11   | 8       |
| Кина        | Ли На                   | 12   | 9       |
| Русија      | Светлана Кузњецова      | 13   | 10      |
| Француска   | Марион Бартоли          | 14   | 11      |
| Русија      | Марија Шарапова         | 15   | 12      |
| Израел      | Шахар Пер               | 17   | 13      |
| Француска   | Араван Резај            | 18   | 14      |
| Русија      | Нађа Петрова            | 19   | 15      |
| Русија      | Анастасија Пављученкова | 20   | 16      |

### Остале учеснице
Тенисерке које су добиле специјалну позивницу организатора за учешће на турниру:
- Кимико Дате Крум
- Ајуми Морита
- Куруми Нара

Тенисерке које су до главног жреба доспјеле играјући квалификације:
- Грета Арн
- Ивета Бенешова
- Чанг Каи-чен
- Јекатарина Макарова
- Кристина Мекхејл
- Лора Робсон
- Коко Вондивеџ
- Роберта Винчи

Срећни губитник:
- Марија Хосе Мартинез Санчез

### Тенисерке које су се повукле са турнира
- Ли На
- Серена Вилијамс
- Ђе Џенг

## Побједнице

### Појединачно
Каролина Возњацки је побиједила  Јелену Дементјеву, 1–6, 6–2, 6–3
- Ово је пета титула у сезони за Возњацки, а 11. у њеној каријери.

### Парови
Ивета Бенешова /  Барбара Захлавова-Стрицова def.  Шахар Пер /  Пенг Шуај, 6–4, 4–6, [10–8]